# Parallelia valga
Parallelia valga là một loài bướm đêm trong họ Erebidae.